# Lytocarpia tridentata
Lytocarpia tridentata är en nässeldjursart som beskrevs av W. Versluys 1899. Lytocarpia tridentata ingår i släktet Lytocarpia och familjen Aglaopheniidae. Inga underarter finns listade i Catalogue of Life.